# Micro-organisme

Cluster van de bacterie Escherichia coli, 10.000 × vergroot.

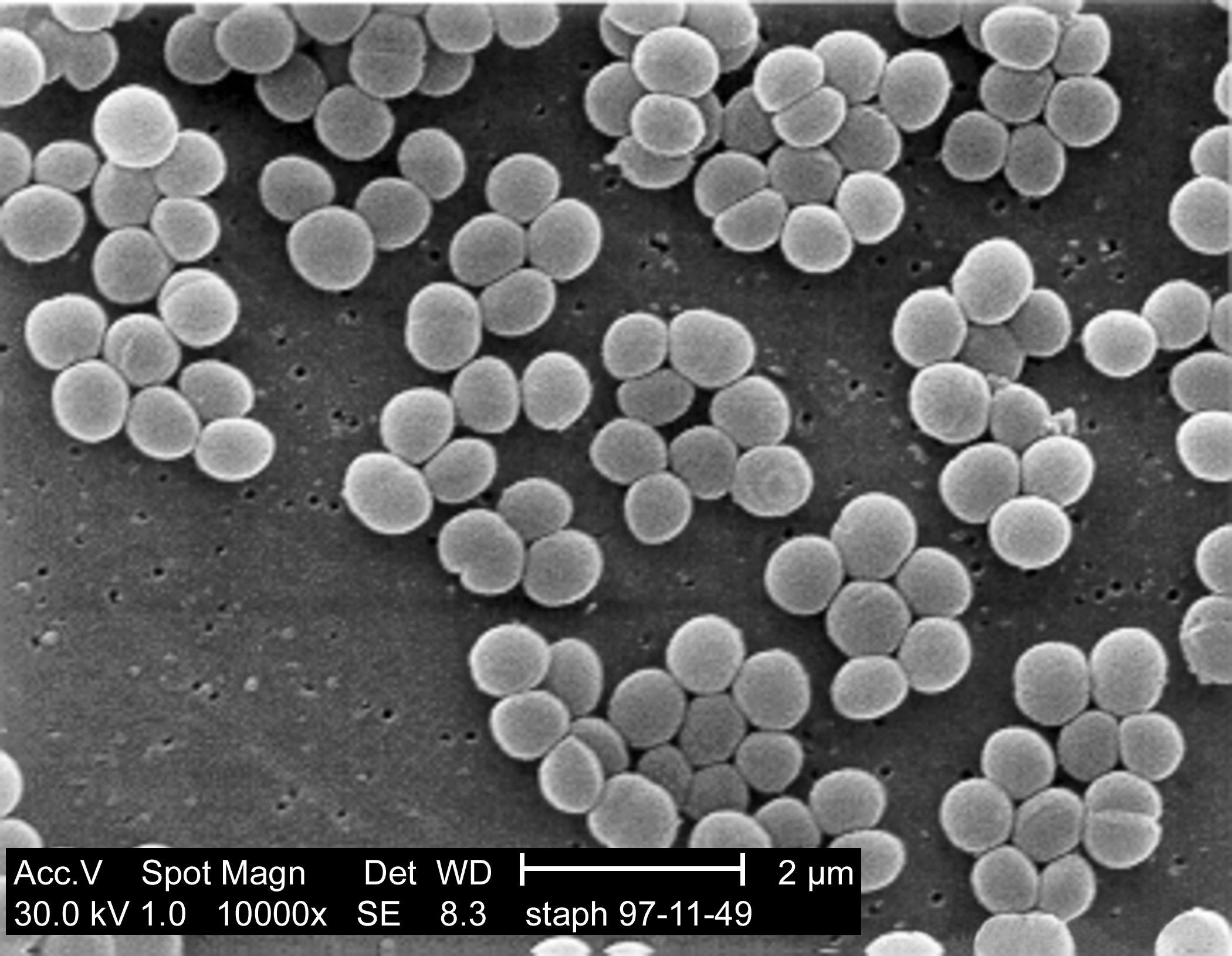
Een SEM-foto van Staphylococcus aureus, ca. 10.000 × vergroot; een voorbeeld van een micro-organisme.

Een micro-organisme (ook wel: microbe) is een organisme dat te klein is om met het blote oog gezien te worden. Hieronder vallen alle eencelligen: met name de Archaea, de bacteriën, en de protozoa, bijvoorbeeld de amoeben; en verder de eencellige algen, en de eencellige schimmels (gisten). Maar ook kleine meercellige organismen, zoals de meeste soorten rond- en platwormen, en de mijten. Veel micro-organismen gebruiken restanten van andere organismen als voedsel. Men spreekt van 'microbieel' als iets betrekking heeft op, of veroorzaakt wordt door, micro-organismen. 
Virussen en prionen worden meestal niet tot de (micro-)organismen gerekend, ze worden niet als levende entiteit beschouwd. Hun bestudering valt desondanks wel onder de microbiologie.

## Habitat (voorkomen)
Micro-organismen zijn overal in de natuur aanwezig, en fossiele (uitgestorven) eencellige micro-organismen stonden aan de basis van de evolutie, de ontwikkeling van het leven op Aarde. De evolutionair oudste, nog levende soorten micro-organismen zijn mogelijk de eencellige extremofielen, die zelfs in poolgebieden, woestijnen, geisers voorkomen, en eencellige lithobionten die net op (saxicool of epilitisch) of onder (endolithisch) de oppervlakte van rotsen, op grote diepte in de aardkorst en op de bodem van de oceaan kunnen leven. 
In grote aantallen leven bacteriën en microcopische schimmels in de bodem, in water, in de lucht of als commensaal of in symbiose met andere organismen, bijvoorbeeld op de huid en , als darmflora in het spijsverteringskanaal van dieren. 
Sommige micro-organismen zijn pathogeen (ziekteverwekkend) bij planten of dieren.
Biochemische eigenschappen van micro-organismen worden gebruikt in de biotechnologie, bijvoorbeeld gisten bij het bierbrouwen en het bereiden van brood.

## Micro-organismen op de werkplek

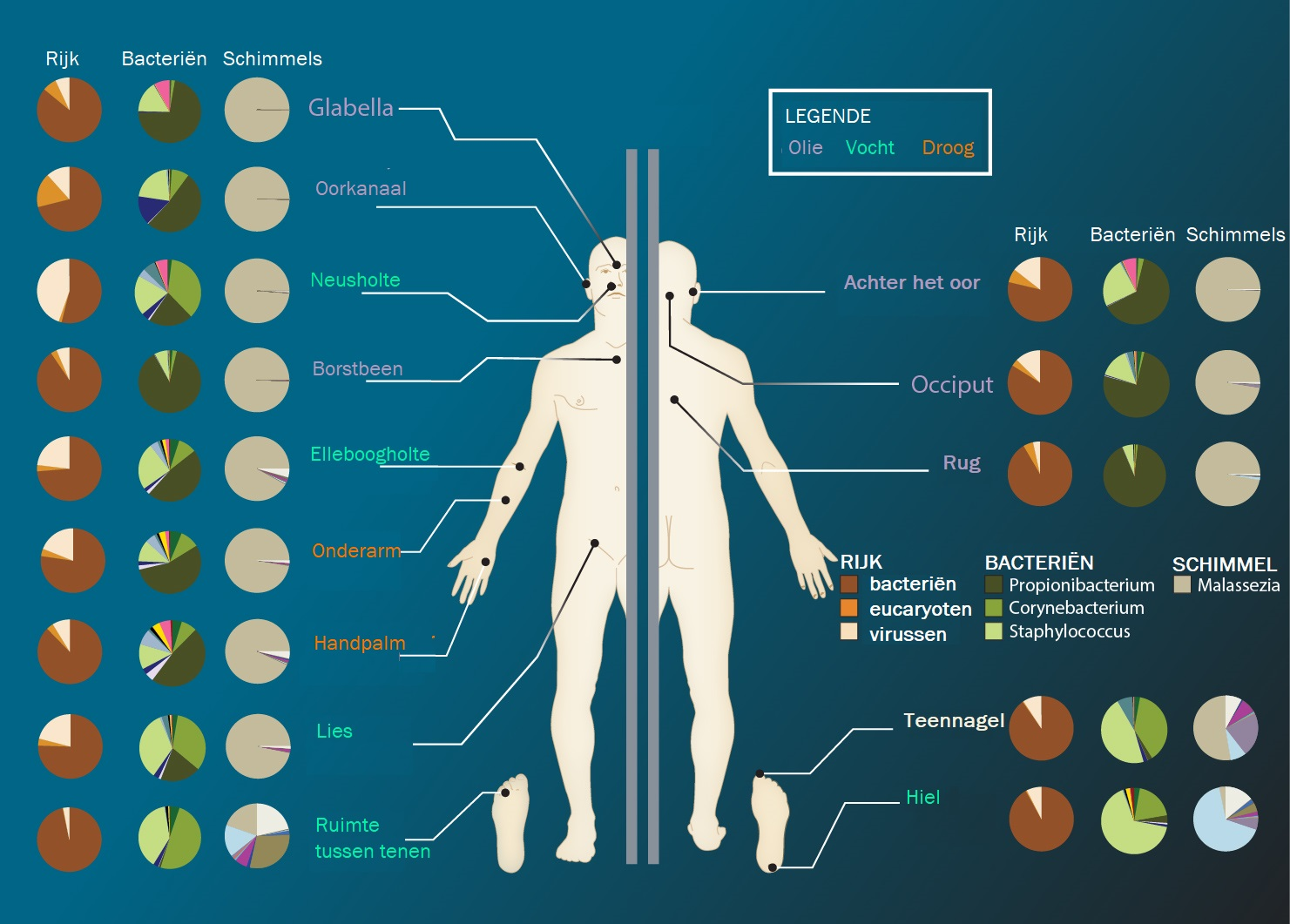
Micro-organismen op de mens.

Als maximaal toelaatbare grens voor het totaal aan bacteriën en schimmels op een werkplek wordt een concentratie van 10.000 kolonievormende eenheden/m³  gehanteerd (kve/m³). Meer specifiek geldt per soort micro-organisme een bovengrens van 500 kve/m³. Voor gramnegatieve bacteriën wordt een grens van 1000 kve/m³ voorgesteld, vanwege de effecten van mogelijke blootstelling aan endotoxinen (een bestanddeel van het buitenmembraan van de gramnegatieve bacteriën, dat giftig werkt op de mens). De genoemde waarden gelden als vuistregel en hebben geen wettelijke status, en geen degelijke gezondheidkundige onderbouwing.